# Hegyi Erzsébet
Hegyi Erzsébet, Legányné (Nagykanizsa, 1927. november 4. – 2017. január 24.) zenepedagógus, egyetemi tanár.

## Élete
Hegyi Lajos és Miltényi Erzsébet gyermekeként született. Felsőfokú zenei tanulmányait 1946 és 1951 között a Liszt Ferenc Zeneművészeti Főiskolán végezte. 1946 és 1949 között zongora szakon Szegedi Ernő, 1949 és 1951 között karvezető- és énektanárképző szakon Kodály Zoltán, Bárdos Lajos, Ádám Jenő, Gárdonyi Zoltán és Forrai Miklós tanítványaként tanult.
1951-től a Zeneakadémián tanított, 1980-tól egyetemi tanára volt. 1970-től hazai és nemzetközi nyári Kodály-tanfolyamok tanára volt a kecskeméti Kodály Intézetben illetve tizenegy amerikai egyetemen, továbbá Angliában, Dániában, Finnországban, Japánban, Olaszországban, Tajvanon, Görögországban és Portugáliában. 1994-től a Weiner Leó Zeneművészeti Szakközépiskola tanára.
A Kodály-módszert alkalmazva számos pedagógiai művet, szolfézsgyakorlat-gyűjteményt, példatárat, módszertani munkát, elméleti tanulmányt publikált.
Férje Legány Dezső (1916–2006) zenetörténész volt. Fia Legány Dénes (1965–2000) zeneszerző, zenepedagógus volt, aki autóbaleset következtében hunyt el.
Hegyi Erzsébet 2017. január 24-én hunyt el 89 éves korában.

## Fontosabb művei
- Bach-példatár I. (1971)
- Bach-példatár II. (1974)
- Solfege According to the Kodály Concept I. (1975)
- Énektanárképzés Kodály pedagógiai művei alapján (1977)
- Solfege According to the Kodály Concept II. (1979)
- Stílusismeret I. – Népzenei sajátosságok, reneszánsz stílusjegyek (1982)
- Solfege According to the Kodály Concept I. – Pupil’s Book (1985)
- Stílusismeret II. – A barokk zene és a bécsi klasszicizmus stílusjegyei (1985)
- Solfege According to the Kodály Concept II. – Pupil’s Book (1987)
- Stílusismeret III. – A romantika stílusjegyei (1988)
- Método Kodály de Solfeo I–II. (1999)

## Díjai, elismerései
- Apáczai Csere János-díj (1998)
- Weiner Leó Zenepedagógiai Díj (2001)